# Nave San Rocco
Nave San Rocco (deutsch veraltet: Schöffbrück) ist eine Fraktion der Gemeinde (comune) Terre d’Adige im Trentino in der autonomen Region Trentino-Südtirol.

## Geografie
Der Ort liegt auf im Etschtal in der Rotaliana-Ebene am Fluss Etsch etwa 10,5 Kilometer nördlich von Trient. Westlich des Ortes liegt der Torrente Noce.

## Geschichte
Bis 31. Dezember 2018 war Nave San Rocco eine eigenständige Gemeinde. Zum 1. Januar 2019 schloss sich Nave San Rocco mit der Gemeinde Zambana zur neuen Gemeinde Terre d’Adige zusammen. Nave San Rocco hatte am 31. Dezember 2017 1412 Einwohner auf einer Fläche von 4,9 km². Die Nachbargemeinden waren Lavis, Mezzolombardo, San Michele all’Adige und Zambana.

## Verkehr
Durch die Fraktion führt die Autostrada A22 (ohne Anschluss) von Modena kommend zum Brennerpass.